# Střítež (Dolní Kralovice)
Střítež (Duits: Strietesch of Strietesch bei Unterkralowitz) is een Tsjechische plaats in de gemeente Dolní Kralovice in de regio Midden-Bohemen en maakt deel uit van het district Benešov. Het dorp ligt op ongeveer 2 km afstand van Dolní Kralovice.
Střítež telt 91 inwoners (2021).

## Geografie
Střítež ligt nabij het stuwmeer Švihov.

## Geschiedenis
De eerste schriftelijke vermelding van het dorp dateert van 1352.

## Verkeer en vervoer

### Autowegen
Er leidt een regionale weg naar het dorp.

### Spoorlijnen
Er is geen station in (de buurt van) Střítež.

### Buslijnen
Er is één bushalte in het dorp:
| Halte                             | Lijnen          | Traject                                                                                      | Vervoerder                                          |
| --------------------------------- | --------------- | -------------------------------------------------------------------------------------------- | --------------------------------------------------- |
| Dolní Kralovice, Střítež, Rozchod | 842 844 845 846 | Dolní Kralovice - Vlašim Vlašim - Snět Zruč nad Sázavou - Ježov Čechtice - Ledeč nad Sázavou | ČSAD Benešov ČSAD Benešov ČSAD Benešov ČSAD Benešov |

## Bezienswaardigheden
- Dorpskapel

## Galerij

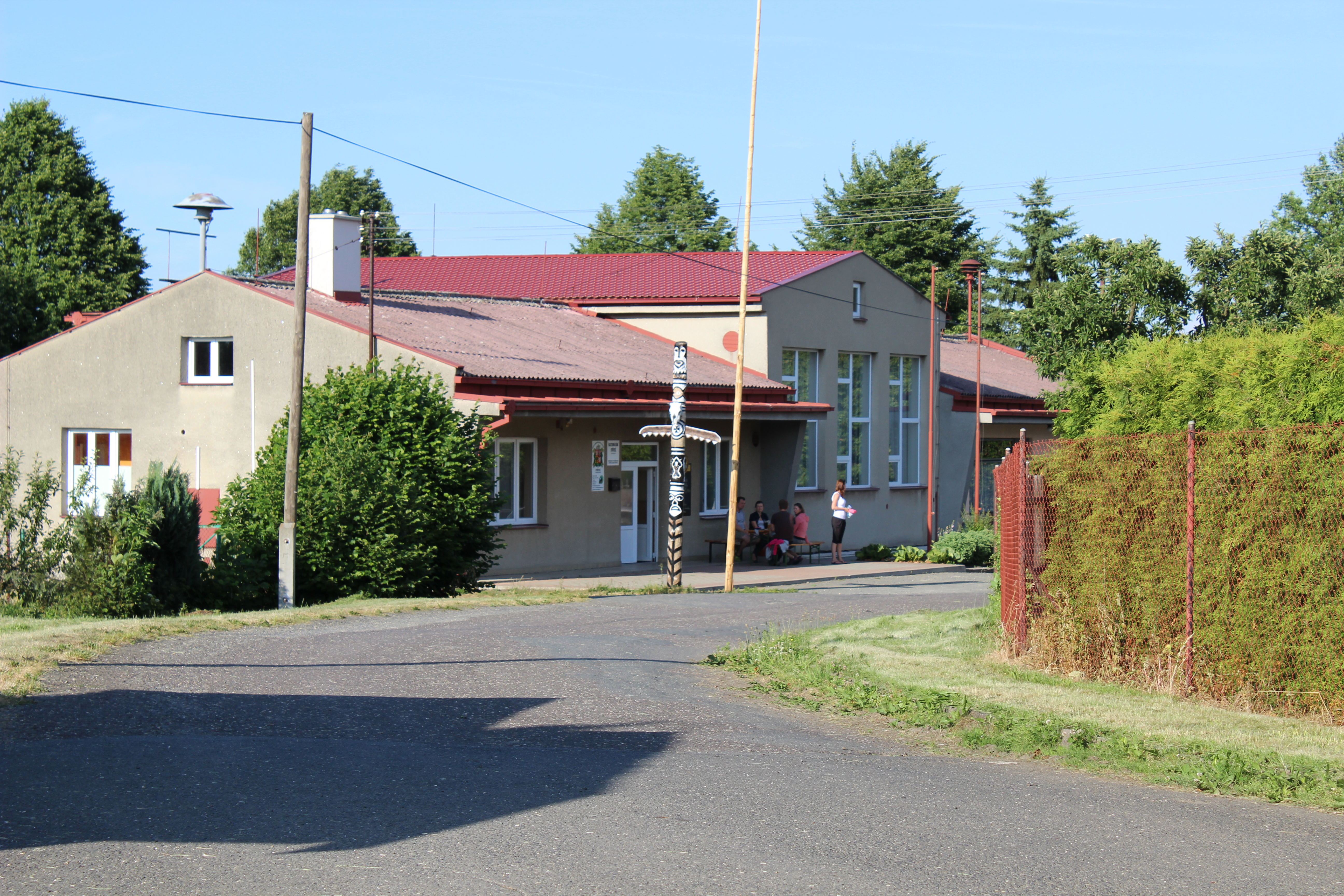
Hoofdstraat door het dorp (2014)
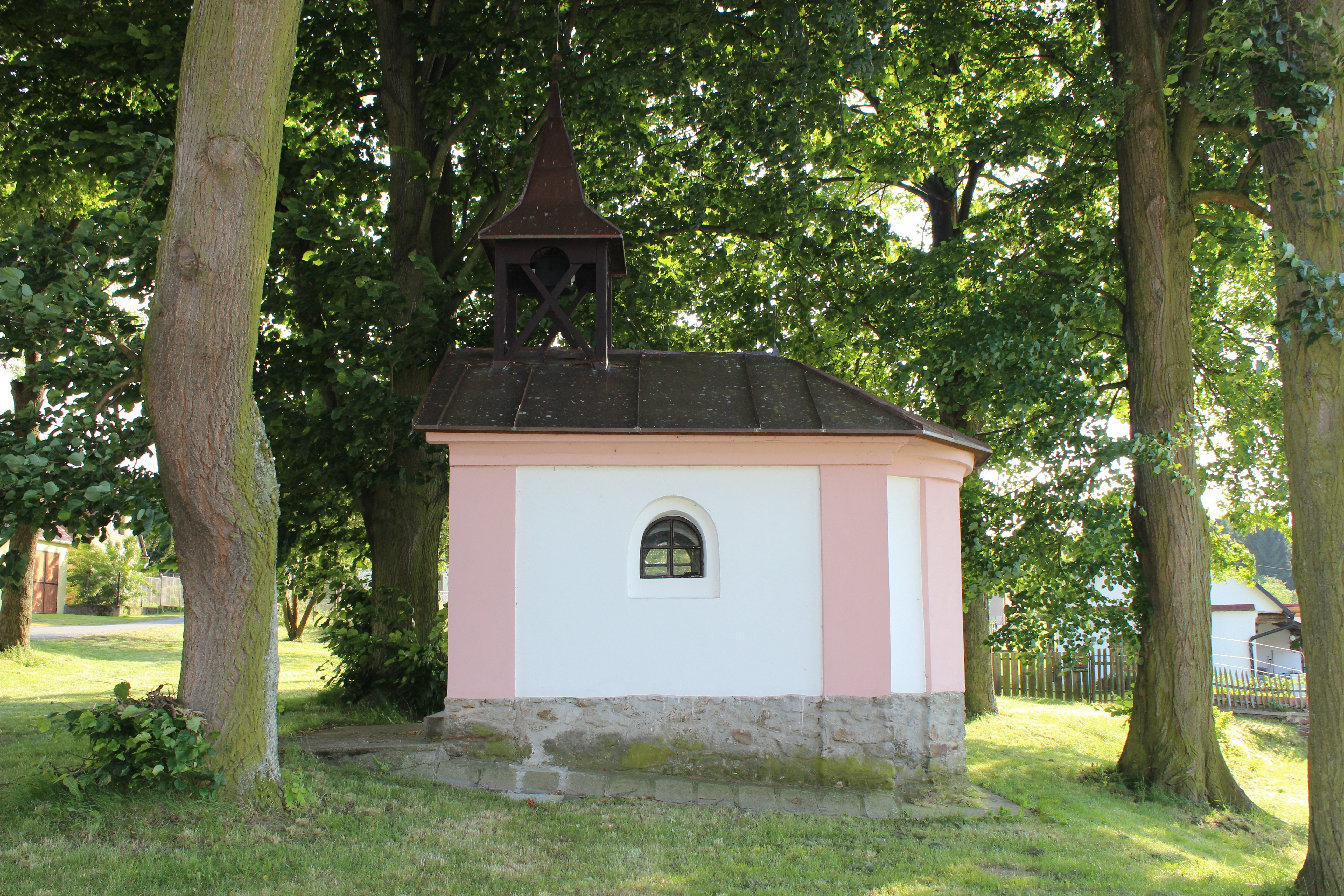
Dorpskapel (2014)
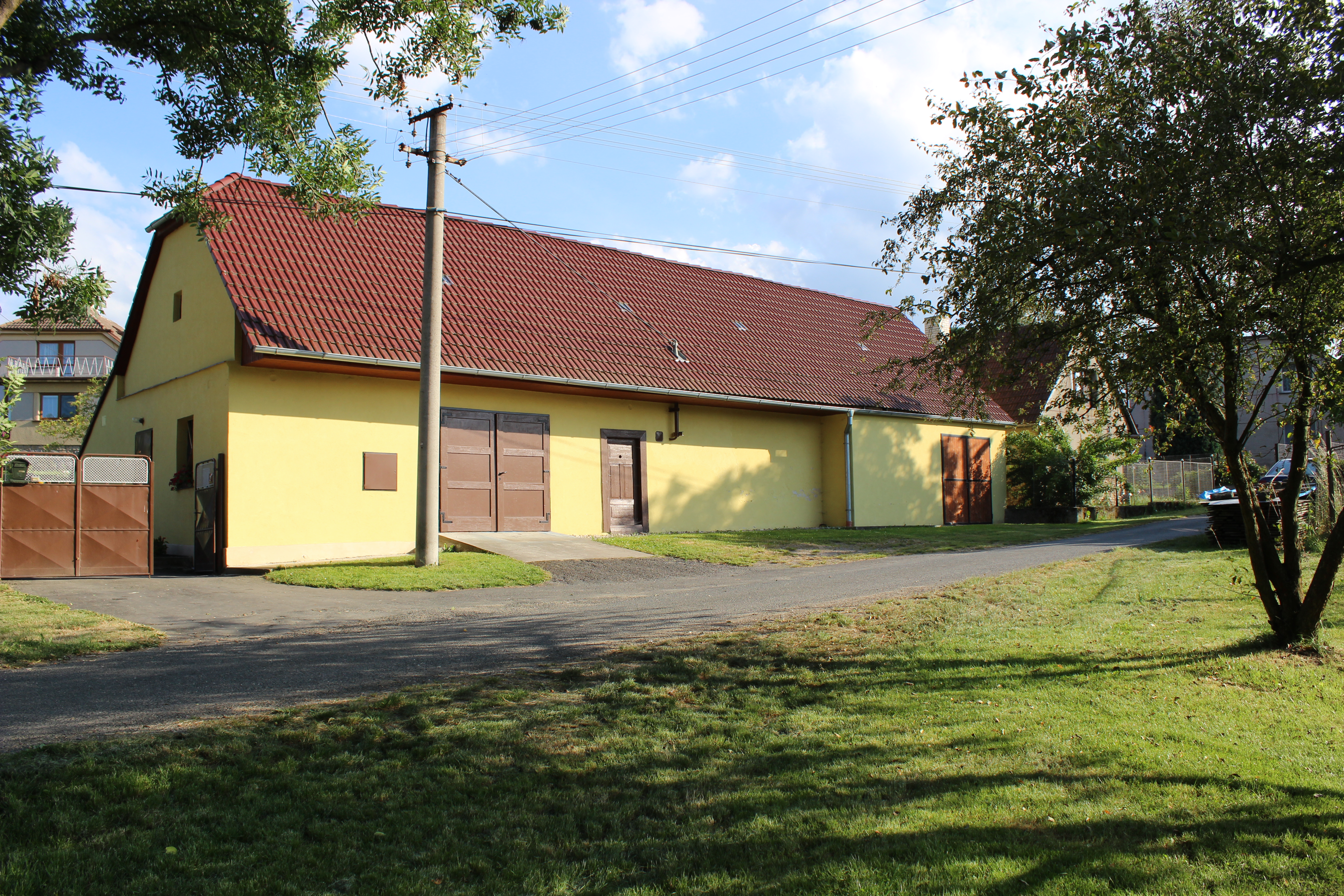
Boerderij in het dorp (2014)